# 新竹市公車
新竹市市區公車是指以新竹市政府為主管機關（承辦單位：新竹市政府交通處）之公車路線，於1972年開始經營，最盛期有超過40條路線。經營者為新竹客運、國光客運、金牌客運、科技之星、苗栗客運和台灣大車隊，以前全市曾有部分公車站牌設置副載波公車動態資訊站牌。

## 概要

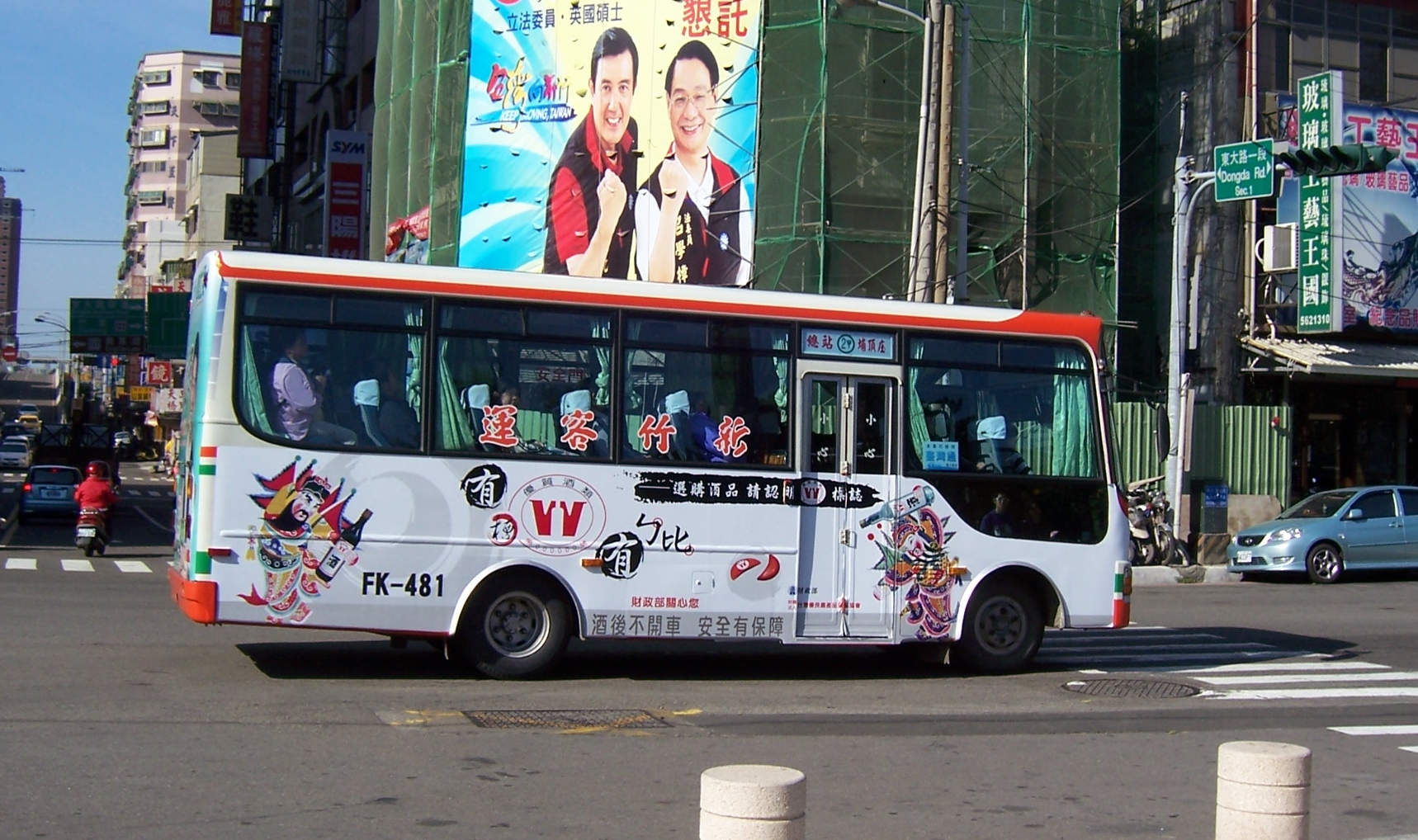
行駛新竹市公車2甲線的新竹客運（該路線已停駛）

新竹市公車目前總共由6家業者營運：
- 新竹客運
- 國光客運
- 金牌客運
- 科技之星
- 苗栗客運
- 台灣大車隊

## 歷史
- 1972年：由新竹客運開辦新竹市區公共汽車業務。
- 1998年：14路停駛
- 2008年：
  - 2008年5月：曾提出自2008年5月1日，價格將一律調升為20元，後來撤銷
  - 2008年8月1日：3路、5路、15甲路、26路停駛[1]
  - 2008年9月1日：1甲路、28路、30路停駛[2]
- 2009年：2甲[3]、 29路 [來源請求]停駛
- 2010年：開辦免費公車50路～53路
- 2012年1月：開辦免費公車55路、56路，新竹客運首次購置華德RAC RACE150電動低底盤公車
- 2012年2月：啟用「多卡通」可使用「臺灣通」（含臺中e卡通、金門交通卡）、「悠遊卡」、「一卡通（I PASS）」、「遠通電收E通卡」等電子票證
- 2013年1月：開辦世博館接駁車世博一號、世博三號、世博五號，新竹客運購置立凱電Aleees AEVB-A1S-2電動低底盤公車，新式圓筒形公車站牌啟用
- 2013年4月：開辦世博館接駁車世博二號及竹塹小巴70路～80路，新竹客運購置立凱電Aleees AEVB-R2S-2電動中巴
- 2013年6月：免費公車56路停駛，開辦免費公車55區、57路及57區
- 2014年1月：開辦竹塹小巴81路，由科技之星營運，購置華德RAC RACE75電動中巴
- 2014年5月：新竹客運購置申沃Sunswin SWB6127低底盤公車，配置於市公車1路及15路
- 2014年7月：開辦免費公車90路，使用立凱電Aleees AEVB-A1S-2電動低底盤公車
- 2014年10月：世博館接駁車世博二號區間改為[馬偕醫院-經國橋下]，開辦世博館接駁車世博二區
- 2015年1月1日：世博館接駁車、竹塹小巴、市公車55路、55區、57路、57區及90路須刷卡才可免費搭乘[4][5]
- 2015年4月1日：因路權到期，原由新竹客運行駛的免費公車50路～53路營運權轉交金牌客運，使用前大都會客運鳳凰降樑車及前高雄市公車處大宇中低底盤公車
- 2015年9月1日：國光客運1782東門市場－高鐵新竹站移撥新竹市公車，編號182，更改行駛區間為北大橋－新竹火車站－高鐵新竹站
- 2015年11月7日：市公車55區及57區路停駛[6]
- 2015年11月：部分車輛裝設wifi
- 2015年12月28日：新竹客運1路及15路整合成藍線，另有區間車藍1區、藍15區；苗栗客運5809新竹－中華大學移撥為新竹市公車，編號綠線並更改行駛區間為經國路口－香山轉運站。
- 2015年12月31日：開辦台灣好行竹塹環線86路、88路，由新通客運經營
- 2016年7月20日：開辦新竹轉運站接駁車，路線為成德路－新竹車站－成德路（經新竹轉運站），由美樂家客運經營。
- 2017年1月1日：台灣好行竹塹線86路、88路停駛
- 2017年1月10日：世博1號 (先經中華路)、世博2號、世博2區、70路、75路、76路、90路停駛[7]
- 2017年6月21日：新竹轉運站接駁車合約到期。71、72、73路經新竹轉運站，同時起訖站異動，並開辦73區
- 2017年7月1日：77、78、79、80路停駛[8]
- 2018年1月25日：50，51，52，53免費公車改成刷卡免費[9]
- 2018年2月9日：世博1號 (先經北大路)、55路 (不經荷蘭村)停駛[10]
- 2019年11月1日：開辦市區公車83路，由科技之星營運。同時73區停駛[11]
- 2020年1月1日：81路更改行駛區間為 古奇峰 - 新莊車站，取消先經建功路/關東路，改走關新路[12]
- 2020年1月2日：55、57路停駛[13]
- 2020年1月22日：71、72、73、世博3號、世博5號取消刷卡免費，改成一律付費。[14]屆時新竹客運一開始營運的所有免費公車路線皆已停駛或改收費。
- 2020年1月：新式公車站牌啟用，整併市區公車、公路客運、國道客運在同一站牌上，分為長條式和旗桿式，於中正路 (車站前-竹光路口)、中華路 (二段、三段)、光復路 (至介壽路口)先行更新
- 2020年5月21日：83路變更班次，包括假日停駛、末班車提早。以及開辦支線83區 (不經轉運站)[15]
- 2020年7月15日：52路縮短平日離峰班距由 120 分鐘改為 80 分鐘一班，假日尖峰班距由 30 分鐘改為 15 分鐘一班，但平日及假日的末班車時間由 21：00 提早至 20：45。[16]
- 2020年8月11日：50、51、52、53、81取消刷卡免費，改成一律付費，屆時新竹市不再有免費公車路線。開辦幸福小黃浸水線、香村線[17][18]
- 2022年3月1日：原由新竹客運行駛的71、72、73路移交科技之星[19]
- 2024年2月17日：新竹客運新增11輛低地板公車加入營運[20]
- 2024年12月13日：全電動公車路線新竹市先導公車主線、A線通車，與182路並存服務新竹市區與高鐵間運輸[21]

## 營運路線

### 幹線公車
- 標示者為全線配置無障礙公車；標示者為全線提供Wi-Fi連線服務。

| 編號     | 營運區間                     | 經營業者 | 備註                                                                          | 備註                   |
| -------- | ---------------------------- | -------- | ----------------------------------------------------------------------------- | ---------------------- |
| 藍線     | 新竹區漁會－新竹車站－竹中   | 新竹客運 | 幹線公車；2015年12月28日通車，由原市公車1路跟15路整合。                       | 全部班次使用無障礙車輛 |
| 藍線1區  | 新竹車站－竹中               | 新竹客運 | 單循環路線，竹中之後為返程。                                                  | 全部班次使用無障礙車輛 |
| 藍線15區 | 新竹區漁會－新竹車站         | 新竹客運 | 假日部分班次延駛至新竹區漁會。                                                | 全部班次使用無障礙車輛 |
| 綠線     | 經國路口－香山轉運站         | 苗栗客運 | 幹線公車；2015年12月28日通車，由原公路客運5809移撥。                          |                        |
| 182      | 北大橋－高鐵新竹站           | 國光客運 | 高鐵接駁車；由原公路客運1782移撥。                                            | 全部班次使用無障礙車輛 |
| 先導公車 | 北大橋－高鐵新竹站－生醫園區 | 國光客運 | 2024年12月13日通車，假日不延駛生醫園區，以「先導A線」營運。輕軌紅線前導公車。 | 全部班次使用無障礙車輛 |

### 一般編號公車
- 標示者為全線配置無障礙公車；標示者為全線提供Wi-Fi連線服務。

| 編號 | 營運區間                         | 經營業者 | 備註                                                                                                | 備註                   |
| ---- | -------------------------------- | -------- | --------------------------------------------------------------------------------------------------- | ---------------------- |
| 2    | 新竹車站－陽明交大光復校區       | 新竹客運 | 部分班次繞駛建功路。                                                                                | 全部班次使用無障礙車輛 |
| 10   | 新竹總站－成德高中               | 新竹客運 | | 全部班次使用無障礙車輛 |
| 11   | 新竹車站－順天宮                 | 新竹客運 | 最初為行駛至瓦厝，部分班次延駛至海埔地。2012年10月1日後改為一律行駛至海埔地後轉彎進入順天宮。       | 全部班次使用無障礙車輛 |
| 11甲 | 新竹車站－上寮                   | 新竹客運 | 部分班次延駛南華國中。                                                                              | 全部班次使用無障礙車輛 |
| 12   | 新竹總站－莊厝                   | 新竹客運 | |                        |
| 16   | 新竹車站－台大醫院新竹分院       | 新竹客運 | 使用中巴營運。                                                                                      |                        |
| 20   | 新竹總站－普天宮                 | 新竹客運 | 學期間部分班次繞駛建華國中。                                                                        | 全部班次使用無障礙車輛 |
| 23   | 新竹總站－玄奘大學               | 新竹客運 | 部分班次經牛埔路。                                                                                  | 全部班次使用無障礙車輛 |
| 27   | 新竹車站－荷蘭村                 | 新竹客運 | 單循環路線，荷蘭村之後為返程。                                                                      | 全部班次使用無障礙車輛 |
| 31   | 新竹車站－科園社區               | 新竹客運 | | 全部班次使用無障礙車輛 |
| 50   | 香山區公所－新竹車站－香山區公所 | 金牌客運 | 先經中華路，逆時針繞行環狀路線。                                                                    |                        |
| 51   | 香山區公所－新竹車站－香山區公所 | 金牌客運 | 先經中山路，順時針繞行環狀路線。                                                                    |                        |
| 52   | 新莊車站－市政府－新莊車站       | 金牌客運 | 經建功路，部分班次經國軍新竹醫院。                                                                  |                        |
| 53   | 新莊車站－市政府－新莊車站       | 金牌客運 | 經九甲埔。                                                                                          |                        |
| 83   | 成德高中－清華大學               | 科技之星 | 使用中巴營運；清大師生設定票證後分別可享9折及75折票價優惠。                                         |                        |
| 83區 | 成德高中－清華大學               | 科技之星 | 使用中巴營運，不經轉運站，直達以縮短清大兩校區間距離；清大師生設定票證後分別可享9折及75折票價優惠。 |                        |

### 竹塹小巴
- 標示者為全線配置無障礙公車；標示者為全線提供Wi-Fi連線服務。

| 編號 | 營運區間             | 經營業者 | 備註 | 備註 |
| ---- | -------------------- | -------- | --- | ---- |
| 71   | 北新竹後站－財神廟   | 科技之星 | 竹塹小巴；初期使用立凱電中型電動公車，今多以Toyota Coaster代替。2013年4月22日開辦時原為後站－財神廟；2017年6月21日後改由大潤發2站發車，並增停轉運站；2017年10月16日改為循環線，繞行高峰地區；2018年11月1日起迄站改為北新竹後站。          |      |
| 72   | 北新竹後站－陽明清境 | 科技之星 | 竹塹小巴；初期使用立凱電中型電動公車，今多以Toyota Coaster代替。2013年4月22日開辦時原為大潤發2站－富群；2017年6月21日後改由後站發車，並增停轉運站；2018年11月1日起迄站改為北新竹後站。                                                    |      |
| 73   | 北新竹後站－花園新城 | 科技之星 | 竹塹小巴；初期使用立凱電中型電動公車，今多以Toyota Coaster代替。2013年4月22日開辦時原為大潤發2站－明湖；2017年6月21日後改由後站發車，並增停轉運站、部分班次增停成德路；2017年7月1日改回大潤發2站發車；2018年11月1日起迄站改為北新竹後站。 |      |
| 81   | 古奇峰－新莊車站     | 科技之星 | 竹塹小巴；以前使用華德中型電動公車。2020年起不經建功路/關東路。 |      |

### 接駁類型公車
- 標示者為全線配置無障礙公車；標示者為全線提供Wi-Fi連線服務。

| 編號    | 營運區間           | 經營業者 | 備註                                       | 備註 |
| ------- | ------------------ | -------- | ------------------------------------------ | ---- |
| 世博3號 | 新竹後站－金山公園 | 新竹客運 | 世博館接駁車，單循環路線，關東橋後為返程。 |      |
| 世博5號 | 世博台灣館－聖公宮 | 新竹客運 | 世博館接駁車；使用中巴營運。               |      |

### 小黃公車
- 標示者為全線配置無障礙公車；標示者為全線提供Wi-Fi連線服務。

| 編號   | 營運區間                         | 經營業者   | 備註 | 備註 |
| ------ | -------------------------------- | ---------- | --- | ---- |
| 浸水線 | 三姓橋火車站－香山行政大樓－浸水 | 台灣大車隊 | 幸福小黃公車，班次固定，如有需求須在2天前之內預約，假日不行駛，營運初期可免費搭乘。路線類似已停駛之78路。 |      |
| 香村線 | 香山轉運站－三姓橋火車站         | 台灣大車隊 | 幸福小黃公車，班次固定，如有需求須在2天前之內預約，假日不行駛，營運初期可免費搭乘。路線類似已停駛之77路。 |      |

## 已停駛路線

### 一般編號公車
- 標示者為全線配置無障礙公車；標示者為全線提供Wi-Fi連線服務。

| 編號 | 營運區間                         | 經營業者 | 備註                                                        | 備註                   |
| ---- | -------------------------------- | -------- | ----------------------------------------------------------- | ---------------------- |
| 1甲  | 新竹車站－坪埔                   | 新竹客運 | 最初為行駛至篤行，停駛時終點站為坪埔。                      |                        |
| 2甲  | 新竹車站－埔頂庄                 | 新竹客運 |                                                             |                        |
| 3    | 新竹車站－九甲埔                 | 新竹客運 |                                                             |                        |
| 5    | 新竹車站－新竹車站               | 新竹客運 | 市區循環線，先經南大路/中央路                               |                        |
| 14   | 新竹車站－花園新城               | 新竹客運 |                                                             |                        |
| 15甲 | 新竹車站－新港村                 | 新竹客運 |                                                             |                        |
| 24   | 新竹車站－玄奘大學               | 新竹客運 | 經中華路（停駛後由23路公車接替其路線）。                    |                        |
| 26   | 新竹車站－內湖國小               | 新竹客運 |                                                             |                        |
| 28   | 新竹車站－浸水庄                 | 新竹客運 |                                                             |                        |
| 29   | 新竹車站－南隘                   | 新竹客運 |                                                             |                        |
| 30   | 新竹車站－實驗中學               | 新竹客運 |                                                             |                        |
| 55   | 竹科新安站－南寮                 | 新竹客運 | 刷卡免費，部分班次繞行荷蘭村 (停駛時已全部班次繞行荷蘭村)。 | 全部班次使用無障礙車輛 |
| 55區 | 南寮－新莊車站                   | 新竹客運 |                                                             |                        |
| 56   | 南寮－旅客服務中心               | 新竹客運 | 免費公車，觀海線，僅假日行駛。                              |                        |
| 57   | 竹科新安站－城隍廟－竹科新安站   | 新竹客運 | 刷卡免費。                                                  | 全部班次使用無障礙車輛 |
| 57區 | 新莊車站－城隍廟－新莊車站       | 新竹客運 |                                                             |                        |
| 70   | 新莊車站－金山－新莊車站         | 新竹客運 | 刷卡免費。                                                  |                        |
| 73區 | 新竹轉運站－成德路               | 新竹客運 | 刷卡免費。                                                  |                        |
| 75   | 北區區公所－金竹－北區區公所     | 新竹客運 | 刷卡免費。                                                  |                        |
| 76   | 北區區公所－前溪－北區區公所     | 新竹客運 | 刷卡免費。                                                  |                        |
| 77   | 香山區公所－中華大學－香山區公所 | 新竹客運 | 先經香村路/東香路，刷卡免費。                               |                        |
| 78   | 香山區公所－樹下浸水－香山區公所 | 新竹客運 | 先經香村路/東香路，刷卡免費。                               |                        |
| 79   | 香山區公所－南隘－香山區公所     | 新竹客運 | 先經香村路/東香路，刷卡免費。                               |                        |
| 80   | 香山區公所－南港                 | 新竹客運 | 先經香村路/東香路，刷卡免費。                               |                        |
| 86   | 新竹車站－新竹後火車站           | 新通客運 | 原台灣好行－竹塹線。                                        |                        |
| 88   | 新竹後火車站－新竹車站           | 新通客運 | 原台灣好行－竹塹線。                                        |                        |
| 90   | 新竹車站－竹科新安站             | 新竹客運 | 刷卡免費，僅平日行駛。                                      |                        |

### 接駁類型公車
- 標示者為全線配置無障礙公車；標示者為全線提供Wi-Fi連線服務。

| 編號         | 營運區間                       | 經營業者   | 備註                              | 備註 |
| ------------ | ------------------------------ | ---------- | --------------------------------- | ---- |
| 世博1號      | 世博台灣館－城隍廟－世博台灣館 | 新竹客運   | 刷卡免費，先經中華路/先經北大路。 |      |
| 世博2號      | 馬偕醫院－經國橋下             | 新竹客運   | 刷卡免費。                        |      |
| 世博2號區    | 馬偕醫院－靈安宮               | 新竹客運   | 刷卡免費。                        |      |
| 轉運站接駁車 | 新竹車站－新竹轉運站－成德路   | 美樂家客運 | 限定期間行駛。                    |      |

## 公車站牌

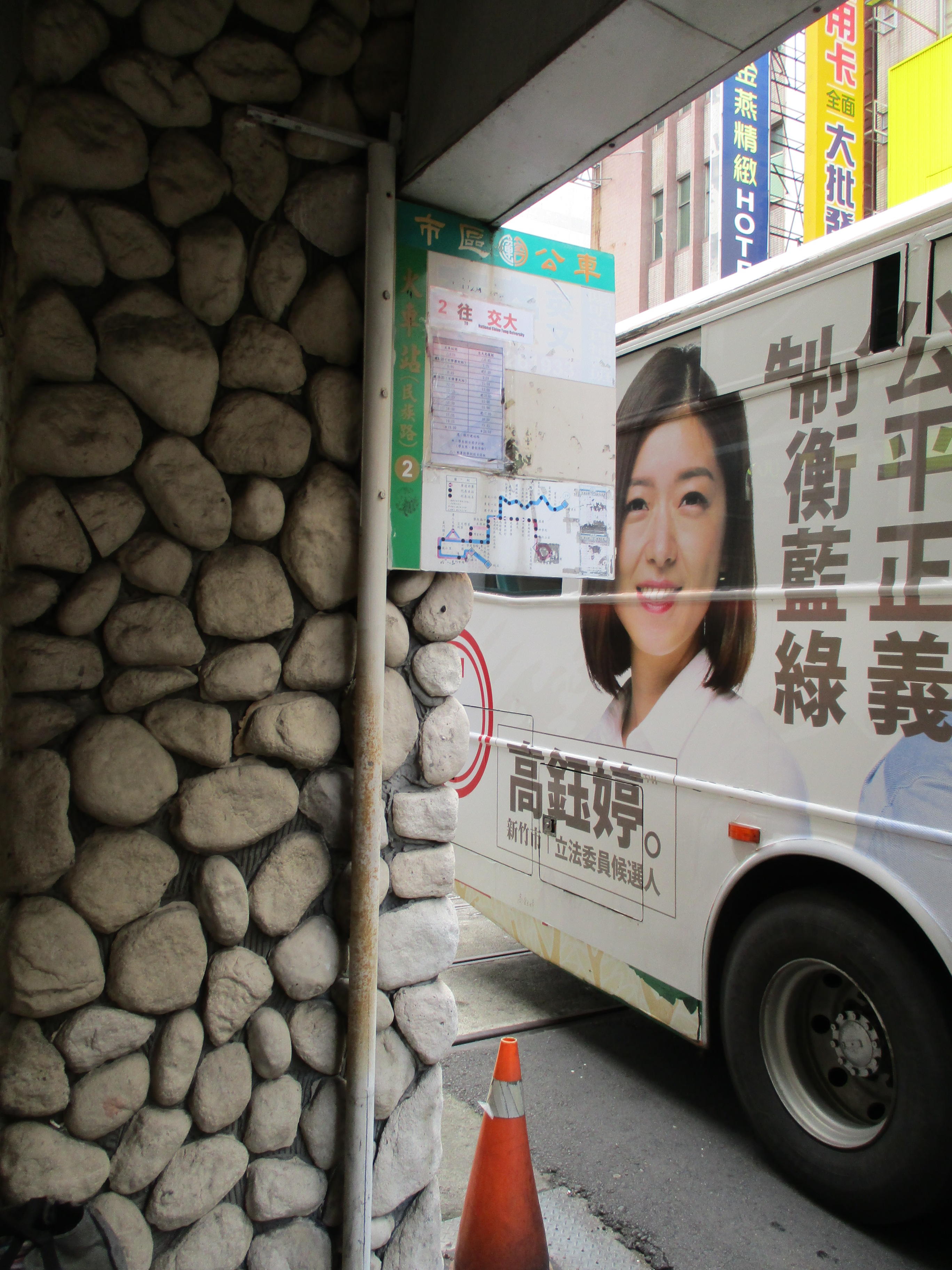
舊式公車站牌 (不明-)
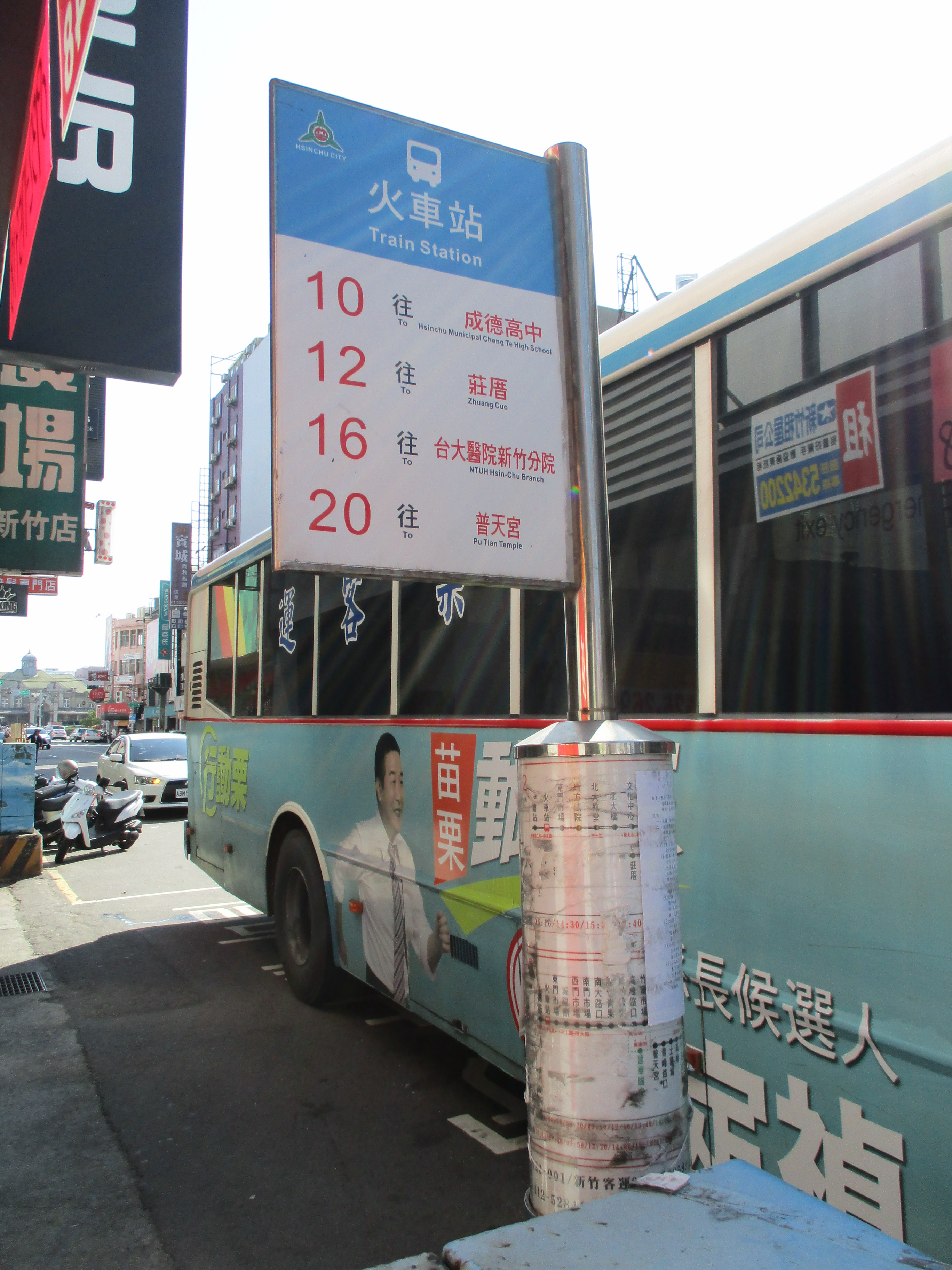
圓筒型公車站牌 (2013-2020)
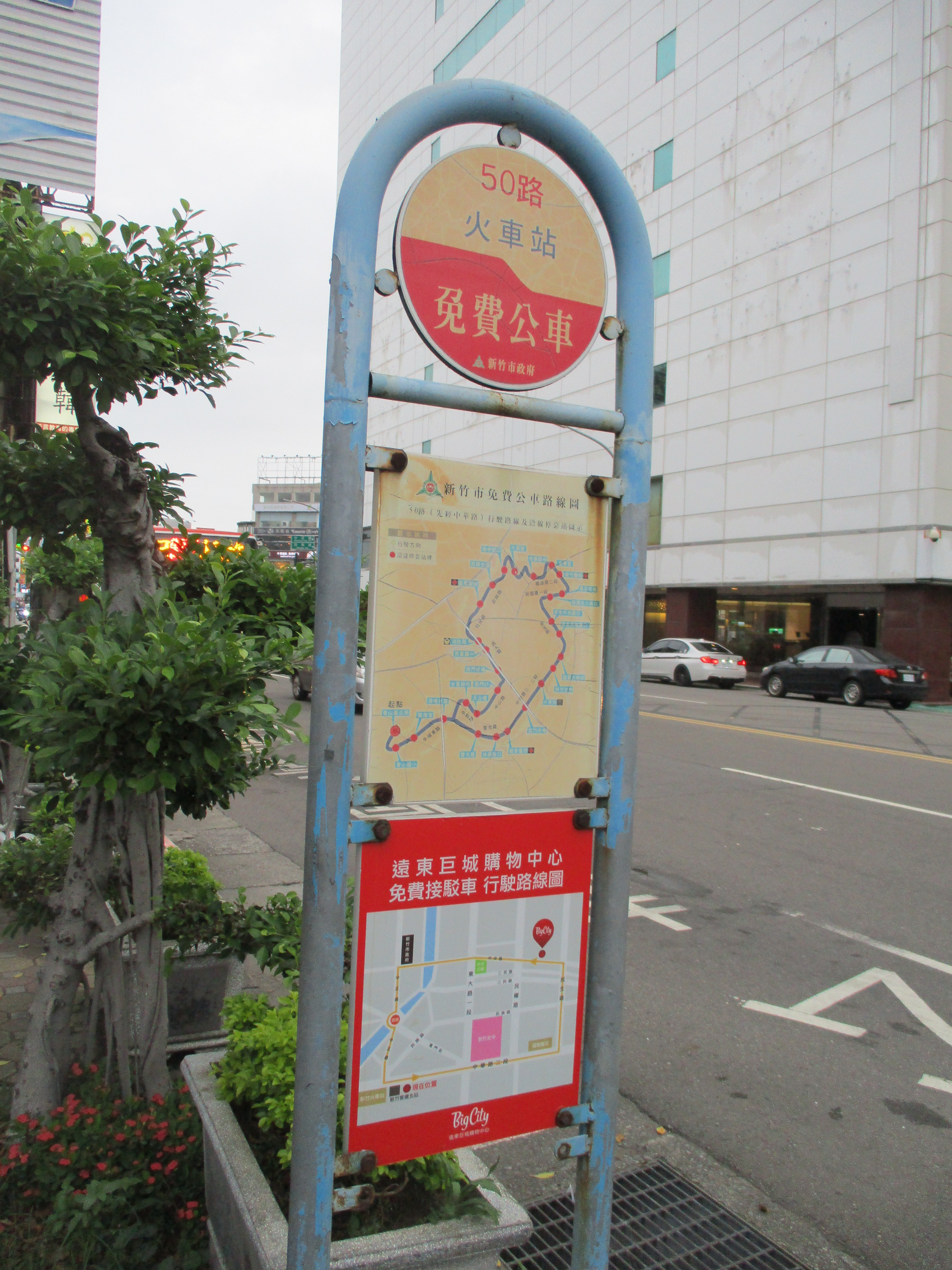
50-53免費公車站牌 (2010-2020)
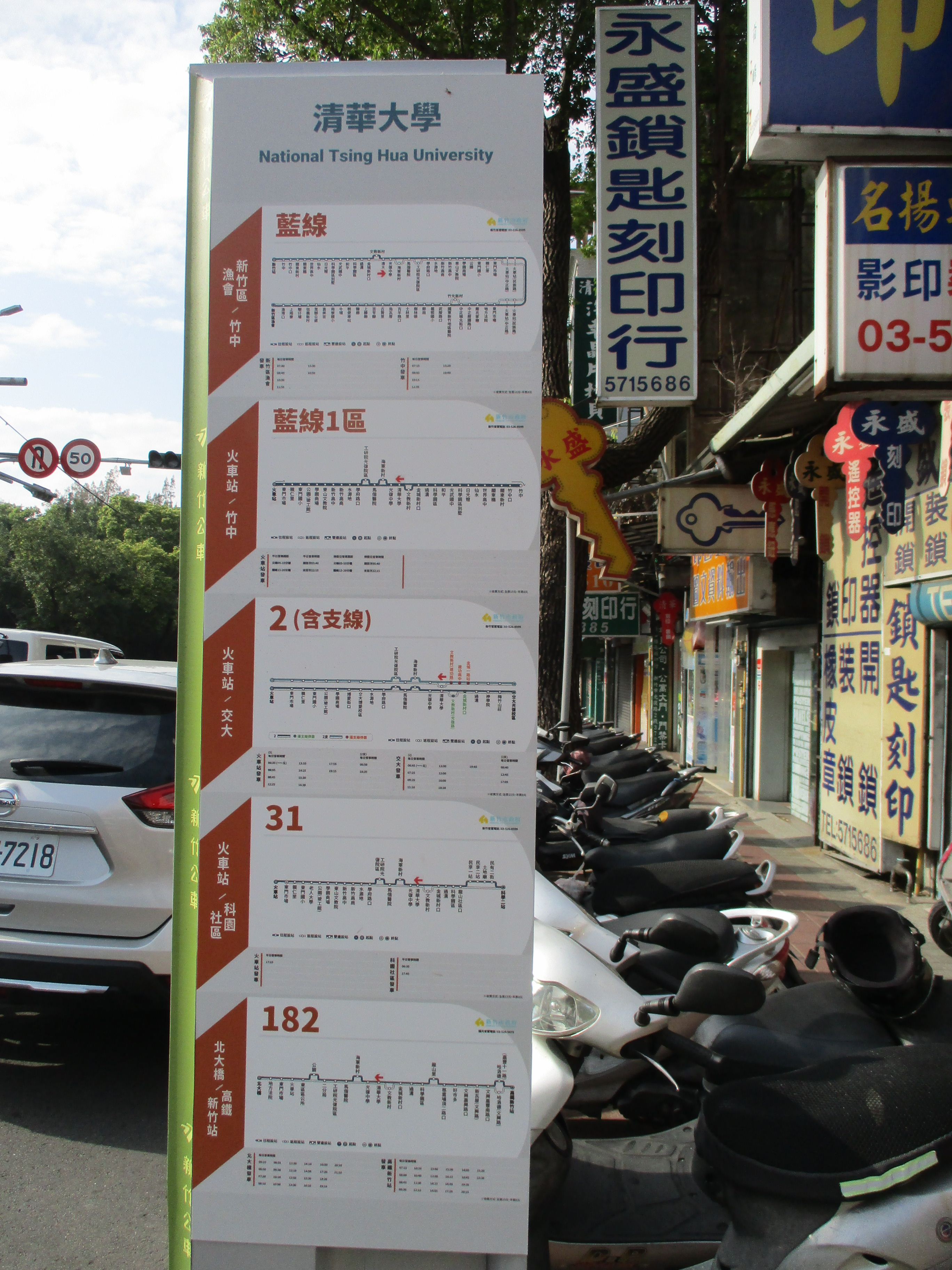
長條型公車站牌 (2020-)
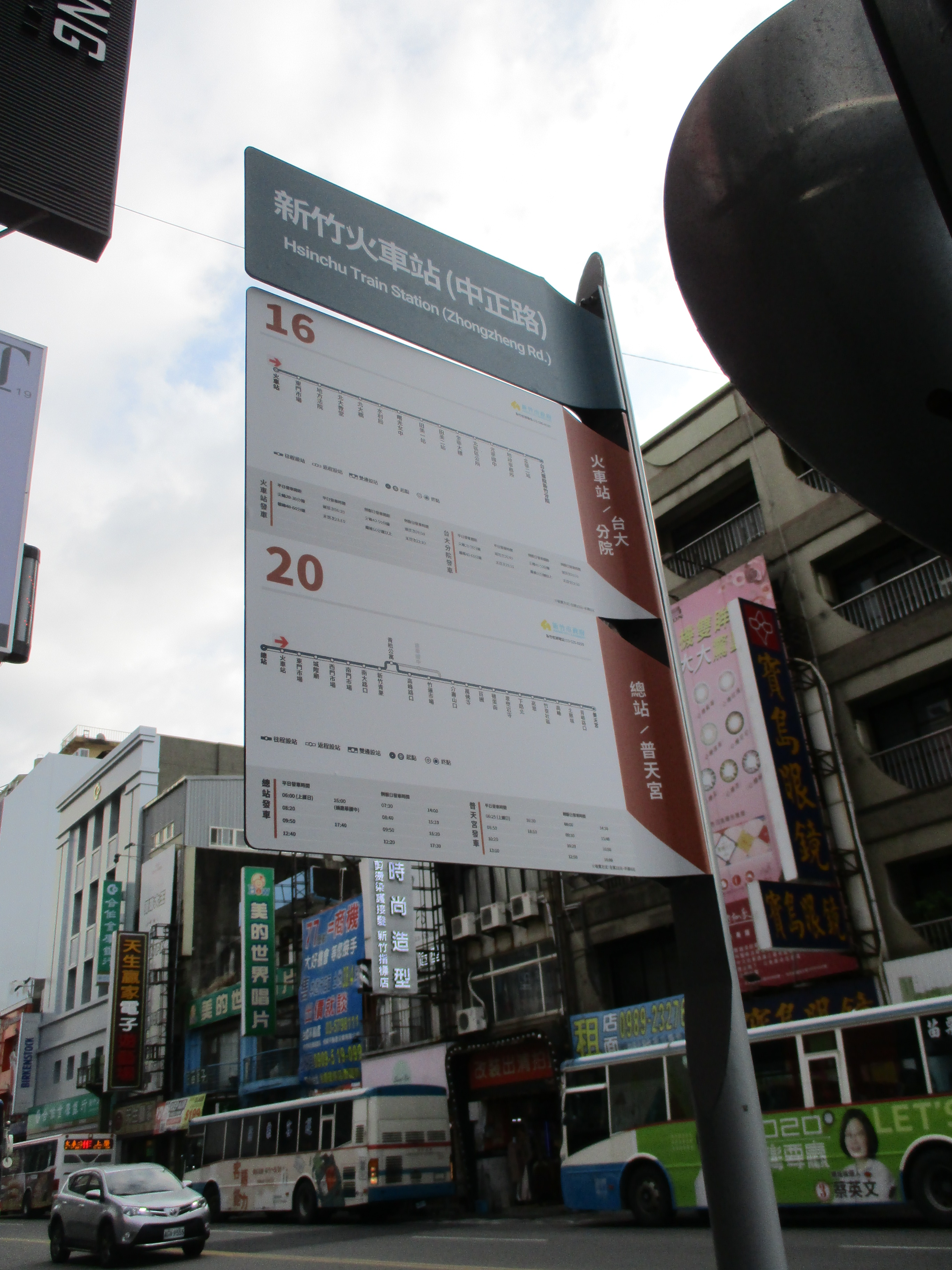
旗桿型公車站牌 (2020-)
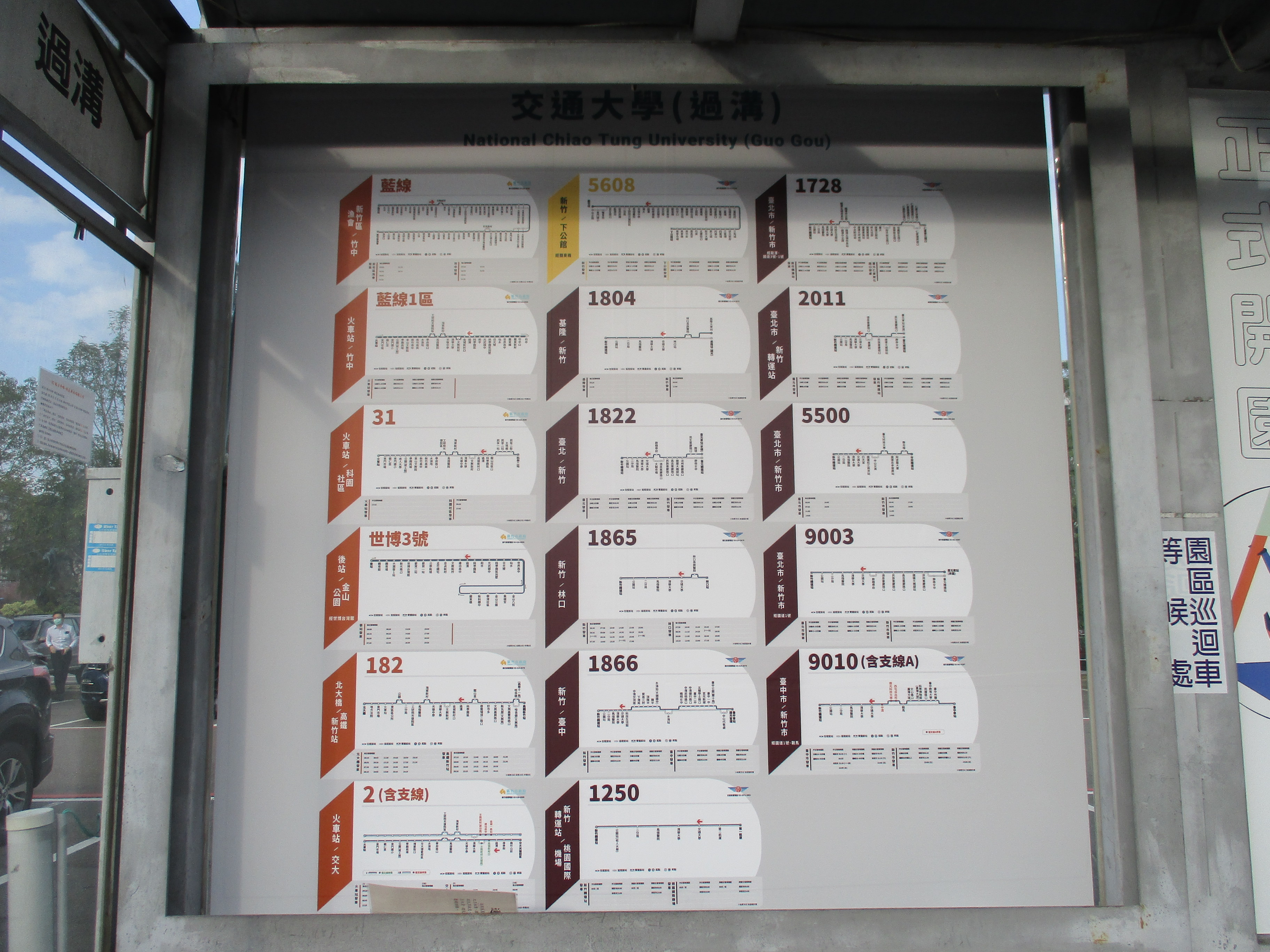
新型公車亭 (2020-)，橘色代表市區公車，黃色代表公路客運，棕色代表國道客運
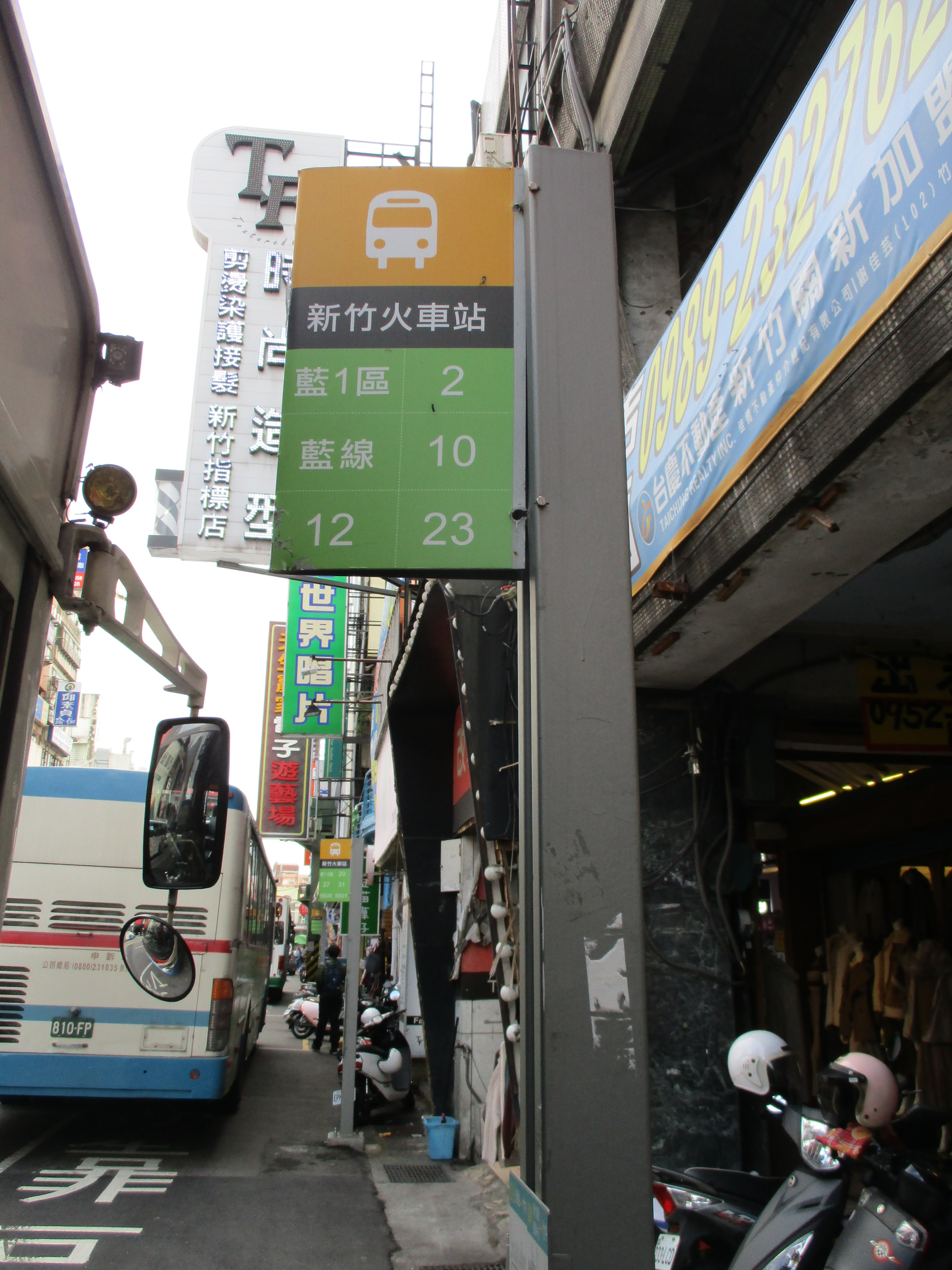
中正路西側大多數公車終點站使用的特製站牌
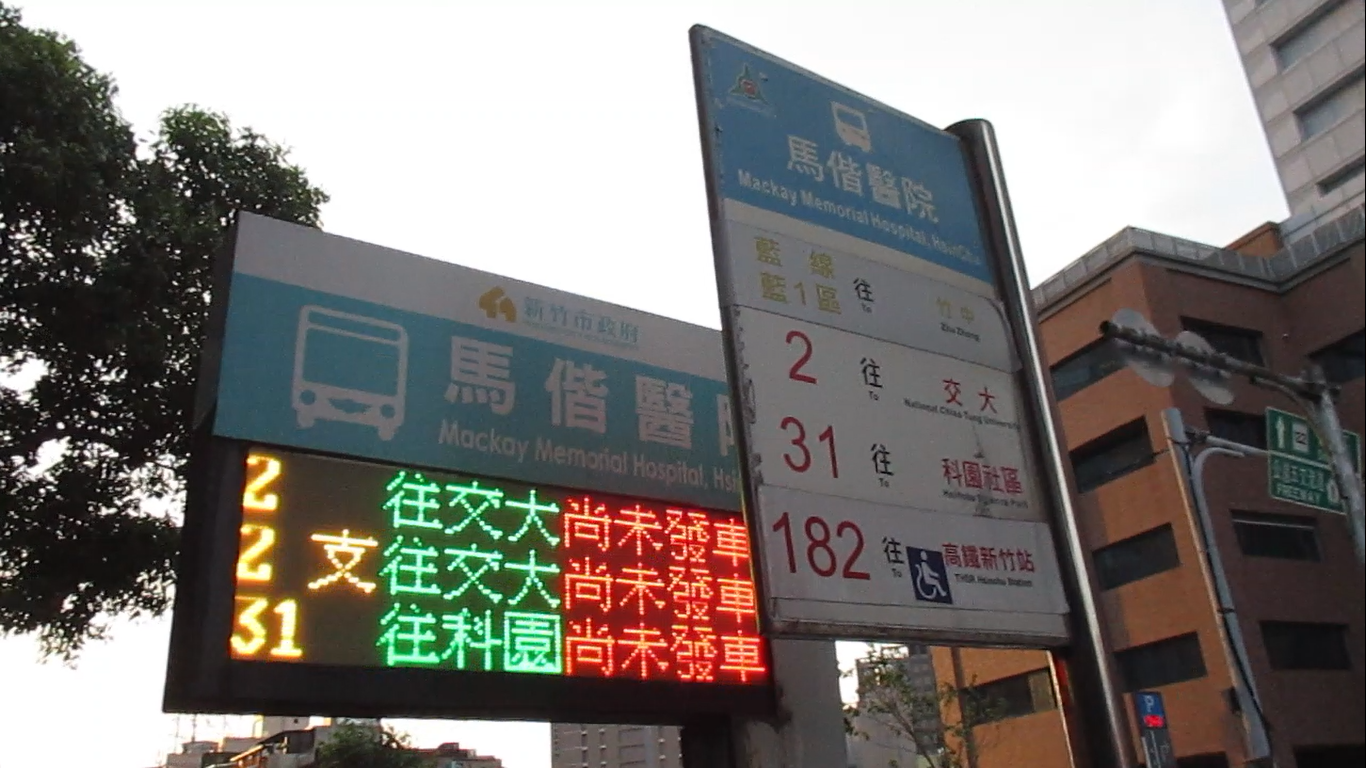
副載波公車動態資訊站牌 (昔日)
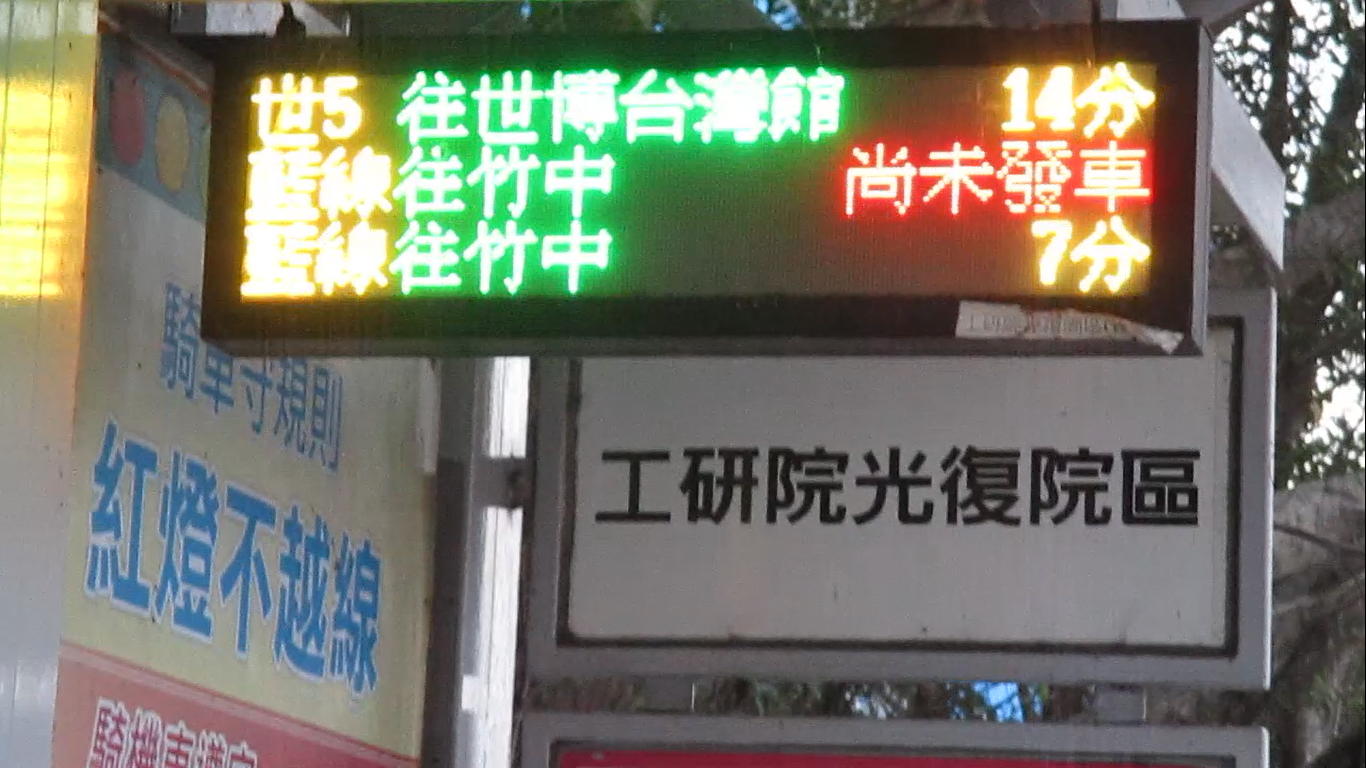
副載波公車動態資訊公車亭 (昔日)

## 費用
- 一段票全票新臺幣15元，半票新臺幣8元
- 悠遊卡：負值限一次，上限為-60元
- 一卡通：負值限一次，上限為-65元

## 註解
1. ↑  . 新竹客運. 2008-07-17  [2019-04-22]. （原始内容存档于2019-04-22） （中文（臺灣））.
2. ↑  . 新竹客運. 2008-08-17  [2019-04-22]. （原始内容存档于2019-04-22） （中文（臺灣））.
3. ↑  . 新竹客運. 2009-06-30  [2019-04-22]. （原始内容存档于2019-04-22） （中文（臺灣））.
4. ↑  新竹客運-最新消息-2014/12/16 │ 新竹市府自104年1月1日起試辦電子票證卡免費搭乘案詳情請聯接市府網頁
5. ↑  新竹市警察局交通警察隊-104年1月1日起電動公車路線試辦刷電子票證卡免費搭乘[]
6. ↑  新竹客運-最新消息-2015/11/6 │ 104.11.7起55區、57區線市區公車停駛
7. ↑  新竹市區公車世博1號先經中華路等7路線自106年1月10日起停駛 （页面存档备份，存于）.新竹客運.2016-12-28
8. ↑  最新消息 │106年7月1日起新竹市市區公車77～80路線停駛公告 （页面存档备份，存于）.新竹客運.2017-06-19
9. ↑  .   [2020-08-11]. （原始内容存档于2018-01-02）.
10. ↑  新竹客運-最新消息-2018/2/6 │配合新竹市市區公車優化政策，本公司相關路線調整如說明。
11. ↑  自108年11月1日起本公司行駛73路將不繞行成德路 （页面存档备份，存于）.新竹客運.2019-10-31
12. ↑  乘客資訊 - 新竹市81路古奇峰 - 新莊車站 / 新竹市83路成德路 - 清華大學 （页面存档备份，存于）.科技之星交通股份有限公司
13. ↑  55路、57路等2路線公車自109年1月2日停駛公告 （页面存档备份，存于）.新竹客運.2019-12-24
14. ↑  本公司行駛71、72、73、世博3號、世博5號等5路線，自109年1月22日起改為刷卡仍須扣款收費路線 （页面存档备份，存于）.新竹客運.2020-01-13
15. ↑  更新5/21(四)起83號市區公車時刻表-總務處事務組[]
16. ↑  . 2020-07-15  [2020-11-01]. （原始内容存档于2020-10-21）.
17. ↑  .   [2020-08-11]. （原始内容存档于2020-09-18）.
18. ↑  .   [2020-08-13]. （原始内容存档于2020-09-18）.
19. ↑  .   [2022-03-01]. （原始内容存档于2022-03-01）.
20. ↑  .   [2024-02-25]. （原始内容存档于2024-02-25）.
21. ↑  .   [2024-12-12].
22. ↑  .   [2024-02-25]. （原始内容存档于2024-02-25）.
23. ↑  .   [2024-02-25]. （原始内容存档于2024-02-25）.

## 外部連結
- 新竹客運 （页面存档备份，存于）
- 國光客運 （页面存档备份，存于）
- 金牌客運 （页面存档备份，存于）
- 科技之星 （页面存档备份，存于）
- 苗栗客運 （页面存档备份，存于）